# Mladen Dabanovič
Mladen Dabanovič (Maribor, 13 settembre 1971) è un ex calciatore sloveno, di ruolo portiere.